# Zăpodia (Traian), Bacău
Zăpodia este un sat în comuna Traian din județul Bacău, Moldova, România.